# Rauhia
Rauhia Traub, 1957 è un genere di piante della famiglia delle Amaryllidaceae, endemico del Perù.

## Tassonomia
Comprende 5 specie:
- Rauhia albescens Meerow & Sagást.
- Rauhia decora Ravenna
- Rauhia multiflora (Kunth) Ravenna
- Rauhia occidentalis Ravenna
- Rauhia staminosa Ravenna